# Hosszú parlament
Hosszú parlament annak az angol parlamentnek a neve, melyet I. Károly király hívott össze 1640. november 3-ára és amely húsz évig ülésezett. A király és a nemzet között kitört harcban a parlament ragadta magához a hatalmat. 1648-ban Oliver Cromwell katonai erővel megrostálta a royalista, anglikán és presbiteriánus tagokat, onnantól kezdve rump-parliament, azaz csonka-parlament lett a neve. 1653. április 20-án pedig Cromwell teljesen feloszlatta a hosszú parlamentet. A protektor halála után (1659. május 7.) George Monck a újra egybehívta a hosszú parlament még életben levő tagjait, akik egy bizottságot választottak, amely elhatározta a Stuartok visszahívását. 1660. március 16-án a hosszú parlament önként feloszlatta magát.